# Villers-Campsart
Villers-Campsart é uma comuna francesa na região administrativa de Altos da França, no departamento de Somme. Estende-se por uma área de 4,45 km². Em 2010 a comuna tinha 155 habitantes (densidade: 34,8 hab./km²).